# Ментин, Николай Фёдорович
Никола́й Фёдорович Ме́нтин (1848 — 10 января (22 января) 1893) — российский врач и фармацевт, профессор фармации и фармакогнозии в Варшавском университете.

## Биография
В молодости был аптекарским учеником и затем помощником провизора. Благодаря настойчивости и труду Ментину удалось поступить в Санкт-Петербургскую медико-хирургическую академию, где он получил звание лекаря в 1875 году.
В 1882 году получил звание доктора медицины за диссертацию «О гиппуровой кислоте в моче сифилитиков», после чего стал в том же году приват-доцентом Харьковского университета. В 1883 году — частный преподаватель в Харькове.
С 1884 года в Варшаве, где до смерти был экстраординарным профессором фармации Императорского Варшавского университета.
Ментин написал известный «Курс фармакогнозии» (Materia medica, 1888). Кроме того, он писал о причинах заболеваемости в частях войск, расположенных в Турции, о хлороформе и др.